# Oxyd

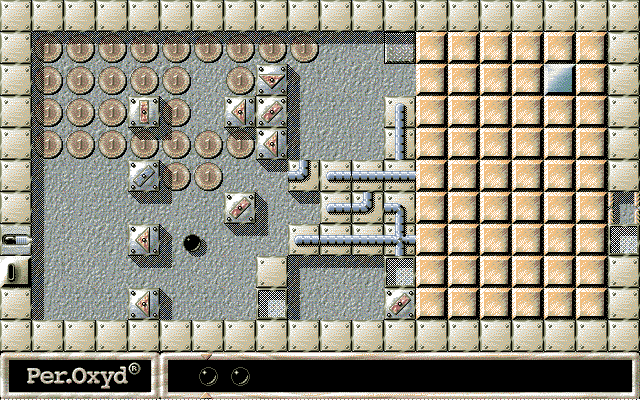
Screenshot von Per.Oxyd

Kurzes Spiel in Enigma, welches das Memory-artige Spielprinzip von Oxyd demonstriert

Oxyd ist ein von Meinolf Amekudzi (geb. Schneider) für den Atari ST entwickeltes Computerspiel, das Memory-ähnliche Puzzles bietet.

## Spielprinzip
Der Spieler steuert mit der Maus eine schwarze Murmel durch labyrinthartig aufgebaute Level, im Spiel „Landschaften“ genannt. Stößt die Kugel gegen einen sogenannten „Oxydstein“, so öffnet sich dieser und zeigt ein Symbol. Stößt sie an den Nächsten, so schließt sich der Vorhergehende wieder, wenn die beiden Symbole nicht identisch waren. Werden nacheinander zwei Oxydsteine mit gleichem Symbol geöffnet, bleiben sie offen. Ein Level ist gelöst, wenn alle darin enthaltenen Steinpaare geöffnet wurden. Zahlreiche Hindernisse (Abgründe, Mauern, Eis- und Wasserflächen uvm.) sowie die simulierte Masseträgheit der Murmel erschweren den Zugang zu den Oxyd-Steinen und müssen teils durch kreative Kombination von Spielelementen, teils durch geschickte Maussteuerung überwunden werden.
Jedes zehnte Level ist eine so genannte Meditationslandschaft. Diese Level werden gelöst, indem vier gleichzeitig mit der Maus zu steuernde kleinere Kugeln in je einer Mulde untergebracht werden.

### Mehrspieler-Modus
Oxyd und sein Nachfolger Oxyd 2 können auch über Nullmodem, Modem oder die MIDI-Schnittstelle des Atari ST an zwei Computern gespielt werden. Ein Spieler steuert die schwarze Murmel, der andere eine weiße. Die beiden Spieler treten dabei nicht gegeneinander an, sondern lösen die Landschaften gemeinsam; darin gibt es in der Regel Spielelemente, die nur jeweils von der schwarzen oder weißen Murmel bedient werden können.

## Entwicklungsgeschichte der Oxyd-Spielreihe
Oxyd war das erste Spiel von Schneiders Firma Dongleware GmbH. Es wurde als Shareware mit einer Beschränkung auf zwanzig der insgesamt zweihundert Landschaften frei vertrieben. Die für das Weiterspiel erforderlichen Freischaltcodes waren in einem für 60 DM erhältlichen Codebuch verzeichnet, das somit quasi als Dongle-Kopierschutz fungierte und daneben nützliche Spieltipps enthielt. Entwickelt wurde das Spiel zuerst mit Megamax Modula-2 auf Atari-ST-Systemen.
Oxyd (1990) und Oxyd 2 (1991) waren auf dem ebenfalls von Schneider entwickelten, aber von Application Systems Heidelberg vertriebenen Esprit (1989) aufgebaut, boten aber neben dem Zwei-Spieler-Modus eine größere Anzahl an Spielelementen. 1992 wurde Oxyd mit geringfügigen Veränderungen unter dem Namen Oxyd General Edition für MS-DOS-, Amiga- und Macintosh-Computer portiert.
Oxyd magnum wurde 1993 für Atari ST, Amiga, Macintosh und MS-DOS veröffentlicht. Bei diesem Spiel wurde auf das Codebuch und den Zwei-Spieler-Modus verzichtet.
Oxyd 2 erschien 1995 in einer neu programmierten und optisch überarbeiteten Version unter dem Namen Per.Oxyd für MS-DOS und Macintosh. Per.Oxyd bot einen zusätzlichen Spielmodus, in dem die Zwei-Spieler-Landschaften von einem Spieler allein gelöst werden konnten.
Oxyd extra erschien 1996 für MS-DOS und Macintosh.
2002 wurde der Vertrieb der Oxyd-Spiele vom Dongleware Verlag eingestellt, die Serie wurde Abandonware.

## Nachfolger

### Remake von Oxyd Extra
2005 gab es eine Neuauflage des zuvor für MS-DOS erschienenen Spieles Oxyd extra für Microsoft Windows. Diese von Jens Duttke in Zusammenarbeit mit Mad Data entwickelte und als Freeware veröffentlichte Version bietet neben zehn neuen Einzelspieler-Landschaften auch die Möglichkeit, Oxyd im lokalen Netzwerk mit zwei Computern zu spielen.

### Open-Source-Neuauflage „Enigma“

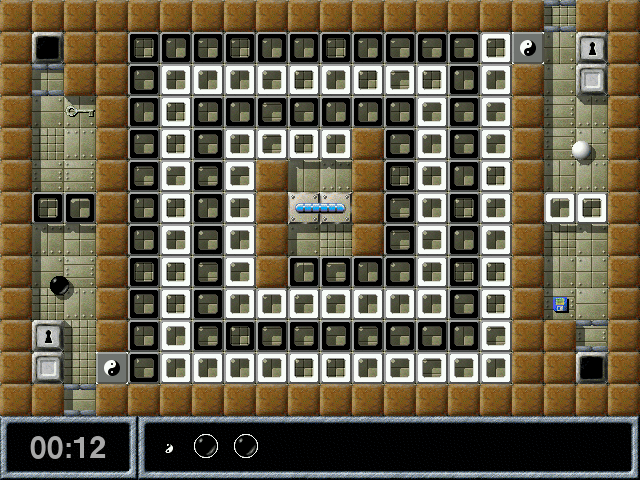
Screenshot von Enigma, Open-Source-Klon von Oxyd

Eine spieltechnisch identische Open-Source-Version von Oxyd wurde unter GNU General Public License (GPL) als Enigma veröffentlicht. Enigma kann als Besonderheit die Landschaftsdaten der Originalversionen von Oxyd, Per.Oxyd, Oxyd magnum und Oxyd extra direkt verarbeiten und einen Großteil der Levels auch funktionell richtig wiedergeben. Darüber hinaus bietet Enigma die Möglichkeit, eigene Landschaften in der Skriptsprache Lua zu verfassen. So sind mittlerweile für Enigma über 1000 Landschaften unterschiedlicher Komplexität entstanden. Eine Besonderheit nehmen dabei jene Levels ein, die dem Spiel Sokoban nachempfunden sind. Dabei wird dem Spieler auch eine Menge Feingefühl in der Steuerung abverlangt. Enigma bietet noch keinen echten Zweispielermodus über das Netzwerk.
Seit November 2011 ist eine inoffizielle Portierung von Enigma für Android verfügbar, bei der die Kugel mittels Neigungssensoren gesteuert wird.